# Период полувыведения
Период полувыведения вещества — время, нужное веществу (например метаболиту, биологически активному веществу, радионуклиду, и т. д.) для снижения половины его концентрации в той или иной физиологической жидкости или ткани. Это может ошибочно истолковываться, как очищение организма через функцию почек и печени; в действительности очищение правильнее обозначать через термин клиренс, так как не всегда снижение концентрации вещества в одной ткани приводит к его выведению из организма: возможна ситуация, когда снижение концентрации вещества в крови сопровождается его накоплением и росту его концентрации в другой ткани (например, при переходе через тканевой барьер). В медицинском контексте, период полувыведения вещества описывается временем, необходимым для сокращения вдвое концентрации вещества в плазме крови (период полувыведения в плазме), или в другой жидкости, или ткани. Не следует путать английские термины half-life и biological half-life, они оба могут быть отнесены к обсуждаемому периоду полувыведения вещества из биологических систем, вместе с тем, термин half-life может также иметь отношение к распаду радиоактивных элементов, или к выведению радиоактивных элементов из организма человека (термин биологический период полувыведения в немедицинской литературе используется во избежание путаницы). Период полувыведения является сложным процессом, в зависимости от физико-химических параметров (растворимости в воде и в жирах, размеров и пространственной конфигурации молекулы), дозы и пути введения данного вещества, константы элиминации данного вещества, и может обуславливаться его взаимодействие в различными системами организма, его накоплением в тканях, метаболическим превращением в печени, кишечнике, почках в активные или неактивные метаболиты, а также —  взаимодействие с различными рецепторами. Обычно на практике применяется усредненное значение периода полувыведения вещества. Период полувыведения — важный фармакокинетический параметр, обычно обозначаемый, как  T½, и рассчитываемый по формуле T½ = 0,693/K, где К  — это константа элиминации данного вещества.,

## Примеры

### Вода
Период полувыведения воды из человека составляет от 7 до 14 дней. Но он может меняться в зависимости от поведения. Употребление алкоголя в больших количествах сократит это время. Это было использовано для обеззараживания людей, которые подверглись внутреннему загрязнению тритиевой водой (тритием). Употребление такого же количества воды имело бы такой же эффект, но большинству людей сложно пить большие объемы воды. Основа этого метода очистки (используемого в Харуэлле) — увеличение скорости, с которой вода в теле заменяется новой.

### Алкоголь
Выведение этанола из организма через окисление алкогольдегидрогеназой в печени ограничено. Следовательно, удаление большой концентрации алкоголя из крови может следовать кинетике нулевого порядка. Кроме того, шаги, ограничивающие темп для одного вещества, могут быть подходящими для других веществ. Например, концентрация алкоголя в крови может быть использована для изменения биохимии метанола и этиленгликоля. Таким образом, окисление метанола до токсичных формальдегида и муравьиной кислоты в организме может быть предотвращено приёмом соответствующего количества этанола человеком, употребившим метанол (который является очень токсичным и вызывает слепоту и смерть). Человек, употребивший этиленгликоль, может быть вылечен таким же образом.
Период полувыведения также зависит от скорости обмена веществ индивида.

### Распространённые лекарства
| Вещество     | Период полувыведения                                          |
| ------------ | ------------------------------------------------------------- |
| Аденозин     | <10 секунд                                                    |
| Норэпинефрин | 2 минуты                                                      |
| Оксалиплатин | 14 минут                                                      |
| Сальбутамол  | 1,6 часа                                                      |
| Залеплон     | 1—2 часа                                                      |
| Морфин       | 2—3 часов                                                     |
| Мельдоний    | 3—6 часов                                                     |
| Метадон      | от 15 часов до 3-х дней, в редких случаях до 8 дней           |
| Фенитоин     | 12—42 часов                                                   |
| Бупренорфин  | 16—82 часа                                                    |
| Клоназепам   | 18—50 часов                                                   |
| Диазепам     | 20—100 часов (активный метаболит, нордазепам 1,5—8,3 дня)     |
| Флуразепам   | 0,8—4,2 дня (активный метаболит, десфлюразепам 1,75—10,4 дня) |
| Донепезил    | 70 часов (приближённо)                                        |
| Флуоксетин   | 4—6 дней (активный липофильный метаболит 4—16 дней)           |
| Дутастерид   | 5 недель                                                      |
| Бедаквилин   | 5,5 месяцев                                                   |

### Металлы
Период полувыведения цезия — от одного до четырёх месяцев. Его можно сократить употреблением берлинской лазури. Она выступает в пищеварительной системе в качестве твердого ионита, который поглощает цезий и высвобождает ионы калия.
В случае с некоторыми веществами важно думать о теле человека или животного как о состоящем из нескольких частей, каждая со своей близостью к веществу и каждая с разным периодом полувыведения (фармакокинетическое моделирование на физиологической основе). Попытка вывести вещество из всего организма может увеличить нагрузку на определённую часть организма. Например, если человеку, отравившемуся свинцом, ввести ЭДТА при лечении отравления, тогда, в то время как скорость выведения свинца будет увеличена, свинец устремится в мозг, где он может нанести наибольший ущерб.
Полоний имеет период полувыведения из организма примерно от 30 до 50 дней, ртуть (в виде метилртути) — примерно 65 дней, свинец, кадмий и плутоний, соответственно, — около 10, 30 и 100 лет.